# Драбиновка (Новосанжарский район)
Драбиновка (укр. Драбинівка) — село, Драбиновский сельский совет, Новосанжарский район, Полтавская область, Украина.
Код КОАТУУ — 5323481001. Население по переписи 2001 года составляло 1174 человека.
Является административным центром Драбиновского сельского совета, в который, кроме того, входят сёла Веселка, Волковка и Долгая Пустошь.

## Географическое положение
Село Драбиновка находится на расстоянии в 1,5 км от сёл Веселка и Волковка.

## История
- 1787 — дата основания.

## Экономика
- Птице-товарная ферма.
- «Драбиновка», агрофирма, ООО.
- «Чистая Криница», ООО.

## Объекты социальной сферы
- Школа.
- Дом культуры.

## Персоналии
- В селе родился советский военный лётчик, участник Великой Отечественной войны, Герой Советского Союза Дегтярёв, Владимир Арсентьевич.